# José María del Castillo Rada
José María del Castillo y Rada (Cartagena de Indias, 20 de diciembre de 1776-Bogotá, 23 de febrero de 1835) fue un abogado y político colombiano, quien ocupó la presidencia de Colombia por primera vez en 1821 como vicepresidente interino de la Gran Colombia, correspondiéndole la sanción de la Constitución de la República de Colombia de 1821 y las primeras leyes de la nación; y por segunda ocasión el 28 de diciembre de 1828, como presidente del Consejo de Estado. Participó en el Congreso de 1821. Además, sirvió como secretario de hacienda desde 1821 hasta 1828, y así estuvo encargado de las finanzas públicas en la recién creada República de Colombia.

## Biografía
José María del Castillo era hijo de Nicolás del Castillo, un inmigrante español que llegó a integrar la élite de Cartagena de Indias, casado con Manuela Rada De la Torre.
Llegó muy joven a Santafé, donde recibió la beca del Colegio Mayor de Nuestra Señora del Rosario (hoy Universidad del Rosario) en la carrera de jurisprudencia. Se destacó como abogado de los tribunales de justicia de la administración colonial. José María Del Castillo contrajo matrimonio en Santafé en 1801 con la dama bogotana Teresa Rivas Arce. Su hermano Manuel del Castillo y Rada participó en la Revolución y murió fusilado en el año de 1816 en la Reconquista de Morillo.

### Carrera política temprana
Participó como muchos jóvenes de su generación en las actividades clandestinas que fueron propagando las ideas de la ilustración y que motivaron al movimiento de independencia del 20 de julio de 1810, pero su figuración posterior no fue en el arte de la milicia como la mayoría de sus compañeros, sino que brilló por la riqueza de sus ideas, la manifestación de sus posiciones y las tesis que sobre legislación, economía y política difundió desde el periódico El Argos. La acogida a sus brillantes aportes lo llevaron a ser elegido como integrante del Colegio Electoral que dio origen al Estado de Cundinamarca.
Cuando el ejército de Baraya resolvió cambiarse de bando y apoyar a los federalistas, fue incluido en una comisión enviada a Tunja para que evitara una guerra civil. Actuó luego como segundo representante de Tunja ante el Congreso de las Provincias Unidas. Fue nombrado gobernador de la [[provincia de Tunja, y como participante y expositor en el Congreso de Villa de Leyva]] de 1814, resultó elegido con José Fernández Madrid y Joaquín Camacho para el triunvirato que regiría la juridsicción de las provincias federalistas, el cual solo duró un mes, pues el 23 de noviembre fue modificada la Constitución y se creó la figura del presidente.
Al triunvirato llegó la propuesta de ascender a general a Simón Bolívar. Del Castillo fue el único que se opuso, y al ver perdida su posición, presionó a García Rovira para que asumiera la presidencia del triunvirato y firmara el decreto de ascenso, evento que sucedió el 28 de noviembre de 1814. Luego, con la victoria de las tropas sobre Cundinamarca, recibió el 21 de enero de 1815 la gobernación del Estado en reemplazo de José Sanz de Santamaría, ejerciéndola hasta el 6 de julio de 1815, cuando fue nombrado José María García Hevia en su reemplazo e Ignacio de Vargas como teniente de gobernador.
Del Castillo fue elegido presidente del Congreso de 1815, el mismo que abolió la figura del Triunvirato y eligió a Camilo Torres como presidente. El 18 de marzo de 1816 el presidente Fernández Madrid nombró a Del Castillo como secretario de guerra.
Bajo el régimen de Morillo, fue apresado y procesado por el Tribunal de Cuentas, que lo condenó a muerte. La sentencia fue conmutada, según la mayoría de biógrafos, por el concurso decidido y constante de varias mujeres que pidieron al fiscal Carlos Tolrá que la vida del ilustre abogado no fuera cegada, teniendo en cuenta la brillante conducta del presidiario. El fiscal, impresionado por los comentarios, visitó a Del Castillo en su celda para conocerlo y buscar la manera de salvarlo. Al no lograr que el reo delatara a sus cómplices, negara su participación en el movimiento independentista y se rehusara a pedir perdón al gobierno y jurar lealtad al Rey, optó por mantener la condena a muerte, pero al final, sin haber una constancia histórica de lo que pasó, la pena de muerte le fue sustituida por la del presidio. Salió junto con Luis Eduardo de Azuola, José Sanz de Santamaría, Dionisio Gamba, Pantaleón Gutiérrez, Camilo Manrique, Sinforoso Mutis, Manuel Pardo, Estanislao Vergara y Florencio Ortiz, con grillos para ser embarcado a Cartagena.

### Presidente de Colombia

#### Primer gobierno (interino)
Con la conformación de la Gran Colombia, que inicialmente integró los territorios de la Nueva Granada y Venezuela, Del Castillo fue elegido como vicepresidente interino por el Congreso Constitucional de  de 1821, quedando encargado del poder ejecutivo para firmar y sancionar la nueva Constitución y la ley de libertad de negros y la prohibición del tráfico de esclavos, así como las posteriores leyes promovidas por él, como fueron las de honores a Simón Bolívar, honores a los vencedores de Carabobo y el establecimiento del título de mártires de la patria.

#### Segundo gobierno (encargado)
El 27 de agosto de 1828, al abrogar la constitución y proclamarse dictador, el presidente Simón Bolívar asumió mayores facultades, y entre las medidas que aplicó en el decreto, eliminó la figura del vicepresidente de la república y dejó en su lugar las facultades de gobierno al Consejo de Ministros. Es así como el 28 de diciembre de 1828, cuando Bolívar partió al Sur para dirigir personalmente operaciones militares, quedó encargado del ejecutivo al Consejo de Estado, que era presidido por Del Castillo, quien días antes le había respondido al Presidente que le conmutara a Santander la injusta condena a muerte emitida por el Consejo de Guerra que "investigó" la conspiración del 25 de septiembre de ese año. El Consejo de Estado, temeroso que la anarquía se apoderara de la nación, instruyó al ministro de relaciones exteriores que iniciara acercamientos con representantes de la Gran Bretaña y Francia para buscar el establecimiento de un sistema monárquico en la Gran Colombia, en el que Simón Bolívar sería Rey y que a su muerte fuera sustituido por un noble europeo.

### Últimos años

#### Rector del Colegio del Rosario
Con la muerte de Bolívar, la disolución de la Gran Colombia y el establecimiento del gobierno santanderista, Del Castillo se marginó de la vida pública y se dedicó a dictar una cátedra en el Colegio Mayor de Nuestra Señora del Rosario, plantel que luego le otorgó el cargo de rector y en ejercicio del cual falleció. Sus funerales fueron muy suntuosos, organizados por sus discípulos, quienes le dieron sepultura en la capilla de la institución. Su sepulcro, discreto y sencillo como la conducta personal de quien yacía, fue sustituido años después por una magistral obra de mármol ejecutada en Europa por encargo de don José Ignacio París.

## Pensamiento económico
José María del Castillo y Rada fue también un partícipe fundamental de la arquitectura fiscal y económica de los primeros momentos de la Gran Colombia. Fue nombrado Secretario de Hacienda desde 1821 y en su cargo presentó una serie de exposiciones en 1823, 1826 y 1827 delante del Congreso. En estos documentos se encuentran las cambiantes opiniones y las soluciones económicas que presentó Castillo y Rada para los problemas iniciales del Gobierno.
En general, puede decirse que la política económica propuesta por José María del Castillo y Rada buscaba el aumento de los recursos estatales. Esta aparentemente simple proposición atravesó los esfuerzos de Del Castillo como secretario de Hacienda en la década de los veinte del siglo XIX y, en general, de la administración republicana temprana de la Hacienda. Pero los logros de José María del Castillo no sólo se reducen a las medidas, ciertamente impopulares en el momento, de la abolición de los diezmos y la desamortización de los bienes eclesiásticos en 1826-27. Sus preocupaciones sobre la economía del país se extendían mucho más allá de medidas fiscales o financieras (como los empréstitos heredados de la mala gestión de Francisco Antonio Zea). Apuntaban a la base económica de una nueva formación política en gestación, a, como ha señalado el historiador Renán Silva, la consecución de la felicidad del cuerpo social de esta nueva república.
Pero Castillo y Rada no se encontró con una tarea fácil. “La ejecución de nuevas leyes en el ramo de la hacienda chocaba con envejecidos hábitos de la población y con las arbitrariedades de los funcionarios que se sumaban al empobrecimiento del país, la disminución de la población, el agotamiento de capitales y la merma de brazos para el trabajo, connaturales a la guerra”.

### LasMemorias de Hacienda
En el documento de 1823, Castillo y Rada hizo eco de un problema ya conocido para los pensadores económicos de la colonia. El contrabando no desapareció con el cambio de régimen político, sino que al contrario, las quejas frente a este fenómeno cambiaron, más bien, de significado. Mientras que en el Virreinato se acentuaban porque el contrabando afectaba las arcas de la Monarquía española, en la nueva república afectaban la riqueza tanto del estado—el gobierno— como de la nación—la población de un territorio determinado. Esto representaba un cambio realmente importante en la forma en como se pensaba la riqueza, no como en un juego de suma cero donde o el Estado aumentaba su riqueza o las personas bajo su jurisdicción—la “nación”— sino como riquezas paralelas: si una aumentaba la otra también.
El hecho de que el contrabando siguiera como un problema que merecía la atención de la administración republicana obedece a otra razón. Tenía que ver con la conexión intelectual de José María del Castillo con otro pensador económico, José Ignacio de Pombo. En dos escritos suyos, Pombo presentó el problema del contrabando, estrictamente en relación con la “nación enemiga” de la Monarquía hispánica para el momento, Inglaterra, y sus colaboradores desafectos en la Nación española en el Virreinato de la Nueva Granada.  Ahora, en la república, del Castillo presenta el problema del contrabando como un problema interno también, pero cargado de un nuevo ideal, el ideal del ciudadano.
En la memoria de 1823, del Castillo se presenta partidario de reducir las aduanas por exportación. El principal argumento que provee es que el retiro de las aduanas de exportación favorece naturalmente a la industria de los ciudadanos. Ella es una de las metas principales del gobierno, y mediante su cumplimiento con éxito, una forma de aumentar los recursos estatales. Para del Castillo era fundamental promover la empresa porque ella era la fuente principal de los recursos. Consiguientemente, era importante seguir cobrando eficazmente los impuestos por importación, como se habían venido cobrando desde el inicio de la República en 1821.
En esta misma exposición, los diezmos se presentan como un punto muy importante en la agenda política. Esta contribución vino a hacer parte de una de las discusiones centrales del siglo XIX en Colombia: se trataba de cuál poder primaba, el civil o el eclesiástico. Castillo y Rada favorece el recaudo de los diezmos pues estos favorecen a ambas partes, a “los ministros del culto”, como a “la nación”; tan solo que se necesitaba “igualar su dirección, recaudación, administración, y distribución, en los arzobispados y obispados de la república”.  Aquí se presenta una contradicción con lo que postuló posteriormente en su “Esposición del Secretario de Hacienda” de 1826. En ella arremete contra el diezmo como una contribución que impide los progresos del sector más fundamental de la economía, la agricultura. Más allá todavía, del Castillo pone a esos “ministros del culto” como servidores de la República.  Su biógrafo Abel Cruz Santos ignora esta diferencia y simplemente explica: Castillo y Rada “consideraba que esa obligación [el diezmo] era de carácter general y, por lo tanto, era injusto que su incidencia afectara a un determinado sector social, como el agrícola, entrabando el desarrollo de esa industria”.  Parece ser que la mayoría de historiadores no han prestado mayor atención a estas contradicciones, y es un tema que merece mayor investigación.
Los dos estancos tan impopulares en la colonia recibieron un tratamiento diferenciado en la Secretaría a cargo de Castillo y Rada. El estanco del tabaco y el del aguardiente fueron grandemente impopulares, y se aducen como una de las principales causas de la Insurrección de los Comuneros en 1781. Esencialmente, el estanco consiste en el monopolio estatal de un producto. En la práctica, el estanco colonial del tabaco sufrió dos grandes etapas. La correspondiente a la Primera República fue aquella donde el estado delimitaba las zonas de producción del cultivo para controlar su calidad; consistía en la compra a cultivadores independientes del producto agrícola para luego ser vendido con fines de aumentar el ingreso fiscal.  Este, pues, fue el modelo que el Congreso preservó en 1822 y que Castillo y Rada buscaba mejorar. Pero, “nada puede lograrse en esta materia sin fondos cuantiosos”, sin fondos era realmente difícil hacer del estanco “fructuosamente exequible”.  Al contrario, el estanco de aguardientes fue anulado. Sin embargo, Castillo y Rada se queja de que la ley no es ejecutada a plenitud, gracias, principalmente, a la “desidia y poco celo de los agentes subalternos”,  sumada a la posibilidad legal de importar aguardientes, contra la cual del Castillo argumenta que imposibilita ver los beneficios de liberar este producto de consumo.
Así, el estanco del tabaco era un monopolio productivo y beneficioso para la República, mientas que su contraparte, el estanco del aguardiente, era oneroso y no debía proseguirse con tal monopolio estatal. Para explicar esta aparente contradicción, el historiador Óscar Javier Barrera argumenta que Castillo y Rada preservó el estanco del tabaco y promovió la abolición total del estanco del aguardiente porque el primero “era la principal fuente de ingresos y no había manera de reemplazarla”.
Ahora bien, el objeto central de los esfuerzos de José María del Castillo era recaudar unas contribuciones mucho más efectivas que las que se venían dando desde los inicios de la República. Esta tendencia no era nueva y su más lejano precedente eran las reformas fiscales borbónicas, pero para del Castillo los problemas se acentuaban cuando la administración se veía enfrentada a “ciertos hombres que acostumbrados á no hacer desembolsos en beneficio de la república querrían sacar todas las ventajas de la independencia, dejando todas las cargas sobre la clase que nunca pudo evitar las contribuciones, y sobre la cual pesaron cruelmente las [contribuciones] indirectas”.  Esto además de la falta de censos y descripciones de bienes y la escasez de numerario contribuía a hacer improductiva la nueva contribución directa “sobre las rentas de ganancias de los ciudadanos”.  Castillo, pues, consideraba que los impuestos directos eran más benéficos que los indirectos; estos últimos eran como una enfermedad oculta. Con estos se refería a los impuestos de la alcabala, la que pidió que se suspendiera absolutamente, después de que el Congreso el año de 1822 suprimiera su aplicación en la mayor parte de los bienes, exceptuando las mercancías extranjeras y en los bienes raíces.
Las sugerencias hechas por Castillo y Rada fueron oídas por el Congreso; en la mayoría de los casos fueron aplicadas; otros no corrieron con mejor suerte. Con todo, las pequeñas pero importantes reformas al sistema tributario colombiano no surtieron al final mayor efecto, pues la dictadura de Bolívar en 1828 derogó muchas modificaciones de estas.
El historiador Malcom Deas considera las Memorias de Hacienda —en general las que fueron redactadas durante el siglo XIX—como documentos que contienen toda una “economía política de la pobreza”. Sin embargo, a él le parece que una lectura cuidadosa de estos documentos oficiales puede proveer información y una explicación sobre todos los aspectos de la vida republicana.  Además, él piensa que en las Memorias se justifican prácticas que, para el momento, eran oscurantistas y atrasadas,  así, pues, aparece que Castillo y Rada no aportó nada significativo, y su pensamiento económico no implicó ninguna excepcionalidad.
A esta posición de inutilidad de las Memorias se suma una postura presente desde el siglo XIX. Mezclado con un sentimiento de honor patrio, Aníbal Galindo dice que Castillo y Rada presentó “un grado de lucidez que es hoy mismo superior al nivel común, los principios más avanzados de la ciencia de la economía”.  Otro comentador contemporáneo (c. 1870-1880) mencionó que las Memorias de Hacienda “son documentos en que casi siempre se consignan muy buenas indicaciones, pero a las cuales, en lo general, la pasta del volumen que los contiene hace las veces de losa de sepulcro.”  Así, pues, se ha pensando que las Memorias han sido más documentos con unas sugerencias—especialmente fiscales—laudables, pero cuyas ejecuciones estaban plagadas de contratiempos.

### El debate entre librecambismo y proteccionismo
Frecuentemente se ha argumentado que en la década de los veinte del siglo XIX se dio el enfrentamiento entre una posición liberal, representada por del Castillo y Rada y el General Santander, contra la posición tradicional del proteccionismo relacionada con, principalmente, el Libertador Simón Bolívar. Oscar Barrera argumenta que pensar en que las discusiones sobre la política económica de los primeros años de la República en la típica dicotomía liberalismo-proteccionismo  es insuficiente porque esconde muchas otras posturas que simplemente no caben en este modelo. Pero no sólo esto, sino más: En la “Esposición” de 1826, del Castillo menciona que la agricultura era el sector principal de la economía que promovía a su vez las “artes y el comercio”.  Así, “la agricultura [es] la primera fuente, así de la riqueza individual, como de la renta pública”.

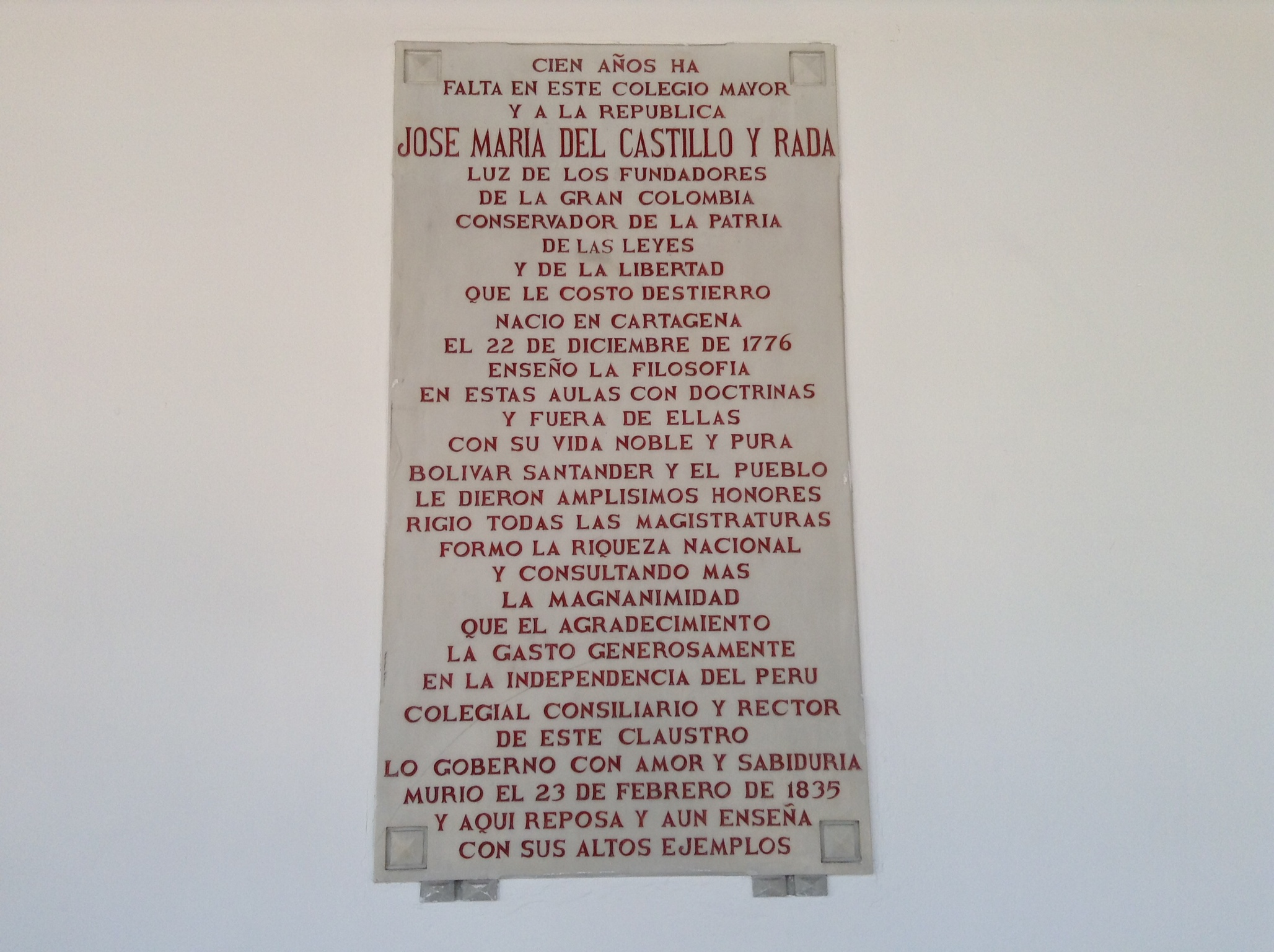
Placa en honor a José María del Castillo y Rada en la Universidad del Rosario

Esta imaginación de la economía como un sistema tripartito donde la agricultura es el principal motor se relaciona con la teoría económica reconocida como la fisiocracia. Esto es clave para desintegrar la narrativa sostenida por algunos historiadores en la cual el pensamiento económico neogranadino/colombiano siguió las tendencias clásicas del pensamiento económico europeo: que la reflexión económica a finales del siglo XVIII y comienzos del XIX fue la transición regular de la economía mercantilista/fisiocrática a la economía clásica de Adam Smith. Al contrario, del Castillo y Rada, aunque sugiere que aquello que propone en la primera Memoria de 1823 va conforme a los principios de la economía política, aquí entendida como economía clásica, su posición en la “Esposición” de 1826 más bien sugiere que la recepción de la economía clásica no fue tan diáfana como se ha supuesto. De esta manera, ambos moldes interpretativos con los que se ha explicado el pensamiento económico de inicios de la vida republicana de la Gran Colombia erosionan para mostrar que ni librecambismo y proteccionismo ni economía clásica tipo Adam Smith fueron los principios generales que se usaron para estructurar la economía de esta primera República. Al contrario, lo que sucede en estos momentos iniciales de la República es la aplicación práctica de principios teóricos disímiles, que obedecía principalmente a motivos de naturaleza coyuntural.

### La discusión historiográfica: ¿lenta ruptura con el pasado colonial?
Algunos historiadores han señalado que los procesos económicos no evidencian una ruptura muy evidente con el pasado colonial, un planteamiento que sugiere que la economía tomó rumbos disímiles a aquellos de la política.  En cuanto a Castillo y Rada, Barrera parece estar de acuerdo con este planteamiento de, entre otros, el historiador José Antonio Ocampo: “es posible afirmar que hasta las reformas liberales de mitad del siglo XIX no se abandonó el diseño fiscal virreinal, permitiendo libertad a la producción, importación y exportación, y descentralizando la renta”.  El historiador Óscar Rodríguez, al contrario, localiza a Castillo y Rada inscrito dentro de una tradición fisiocrática, gracias a que hubo “una ruptura drástica con el pasado colonial”.  A su vez, Abel Cruz Santos argumenta que Castillo y Rada es “innovador en la teoría de la Hacienda Pública” porque “son los servicios y las obligaciones contractuales del Estado los factores determinantes de las erogaciones fiscales”.
La historiadora Margarita González es de la opinión tradicional: sustenta que las modificaciones en el sistema tributario y administrativo no evidenciaron un quiebre con la administración colonial hispánica. “Se destaca en este período la supervivencia de los sistemas coloniales de contribución destinados a la financiación del Estado y del aparato gubernamental”.  Su opinión es que las estructuras sociales, económicas y hasta mentales estaban bien enraizadas en una tradición hispánica que dificultó el recaudo exitoso de las contribuciones en la república. Esta opinión también se justifica argumentando que las reformas de la década de 1821-28 tuvieron poco alcance porque fueron derogadas por la dictadura de Bolívar en 1828 como consecuencia de “una demanda social por volver a los criterios que habían regido la época colonial”.  Sin embargo, muy pronto estos decretos que habían sido supuestamente derogados por la misma estructura social colonial, fueron reimplementados: el diezmo se abolió para la producción del café, el algodón, el añil y el cacao productos en 1834.
Frank Safford, por ejemplo, asegura enfáticamente que “la política económica nacional empezó a adquirir importancia en la década de los 70”,  pues su énfasis es resaltar la acción estatal sobre el manejo del papel moneda, en efecto, la aparición de un control político sobre su emisión. No obstante, es imposible perder el impacto político de la gestión administrativa y fiscal, en el caso de Castillo y Rada, y los ecos que encontraba en la sociedad. En una carta de Santander al general venezolano Pedro Briceño Méndez, el vicepresidente del momento asegura que El Colombiano de Caracas criticaba fuertemente la Memoria de Hacienda de Castillo y Rada del año 1826.  Años después, con el resurgimiento de las reformas tributarias con la administración Santander y Francisco Soto en la Secretaría de Hacienda, los debates alrededor de la organización administrativa y el manejo de las finanzas tenían cierta relevancia. Por ejemplo, se discutía la amortización de la deuda doméstica en papeles sueltos:  la idea de que la política económica nacional sólo cobró importancia hasta la década de 1870 resulta, pues, bastante problemática.
Además, Rojas de Ferro ha sugerido pensar en la economía política como una disciplina que se ocupa no sólo de los intercambios económicos y de cómo hacerlos funcionar en beneficio del estado sino también de la circulación de significados en una escena mucho más amplia, en sus términos, en representaciones cuya circulación es paralela a aquella de los bienes de consumo.  En este sentido, el pensamiento de Castillo y Rada representa un deslizamiento en esta interpretación, pues las representaciones no son las que Rojas menciona, sino que son las ideas mismas sobre la economía las que entran en circulación. Esta debe ser otra perspectiva que se ha de incluir en esta discusión de cómo se experimentó, especialmente desde la economía, la transición de régimen político, y que apunta a las diversas maneras en las cuales se discutía y pensaba la economía en los primeros años de la República.
No hay que desatender tampoco la transición de pensar la riqueza como limitada, una noción que muchos autores situarían bajo el mercantilismo, a pensar la riqueza como potencialmente ilimitada. Esta noción de la riqueza ilimitada se desprende de la reiteración que hace Castillo y Rada que, mientras aumente la renta de las personas bajo la jurisdicción del estado colombiano, así también aumentarán las rentas estatales.
Óscar Rodríguez también ha argumentado que en el pensamiento de Castillo y Rada se presencia “la primera influencia sistemática de la doctrina fisiocrática”.  Pero a su vez, muestra que la idea central que los pensadores de la colonia y comienzos de la república que Castillo y Rada llevó a cabo en su ministerio fue la de liberalizar la economía de sus restricciones, en términos prácticos, era la sugerencia de estimular la industria personal de los ciudadanos de la República. Y estas ideas tomaron forma de manera práctica con del Castillo y Rada como Secretario de Hacienda desde 1821 hasta los inicios de 1828.